# 蓬蒂阿尔塔-杜邦热苏斯
蓬蒂阿尔塔-杜邦热苏斯是巴西托坎廷斯州的一个市镇。总面积1806.132平方公里，总人口4529人，人口密度2.5人/平方公里。